# Henodus chelyops
Henodus chelyops (Henodus, del grec antic «una dent») és un gènere representat per una única espècie de sauròpsid placodont, que va viure en el període Triàsic, en el que avui és Alemanya.
Feia al voltant d'un metre d'amplària, i tenia l'aspecte d'una tortuga amb la closca aixafada. Aquesta closca era un escut ossi que servia de protecció, i només el cap, les potes i la cua sobresortien d'aquest. D'aquesta manera minimitzava l'efecte de depredació mentre solcava els mars buscant menjar. Les mandíbules de l'animal eren amples i molt forts, gràcies a l'acció de poderosos músculs. Els ossos del paladar i les mandíbules inferiors conferien una gran força a la mossegada. Les potes eren curtes, i els seus dits estaven unides per una delicada membrana epitelial, a semblança dels ànecs. Probablement, usaven les potes a manera d'aletes per millorar el rendiment de la natació. La cua era curta i plana, i es movia als costats mentre nedava. El cap era petit, igual que les conques oculars. Es creu que no tenia la facultat de retreure el cap sota la petxina com les tortugues actuals. A banda i banda de la part superior del crani, posseïa un orifici característic que també posseeixen altres rèptils.